# Kvernufoss
Kvernufoss è una cascata nella regione del Suðurland, nella parte meridionale dell'Islanda.

## Descrizione
La cascata è situata lungo il corso del fiume Kverna, che trae origine dall'acqua di sciglimento del ghiacciaio Eyjafjallajökull nella zona di Skógaheiði; giunto nei pressi di Skógar cade in una gola con un salto di 40 metri, scendendo da una parete rocciosa ricoperta di muschio verde. Una caratteristica peculiare di Kvernufoss, è la possibilità di camminare dietro alla cascata, il che offre un'ottima visuale della gola entro cui si getta il fiume. La parete da cui cade l'acqua rappresentava un tempo una scogliera affacciata sull'oceano. Il ritiro dei ghiacci alla fine dell'ultima glaciazione ha consentito il rimbalzo post glaciale del terreno e il conseguente arretramento della linea di costa.
La regione del Suðurland è ricca di cascate, in particolare nella zona di Skógar. A circa 1,6 km di distanza in direzione ovest si trova la ben più famosa cascata Skógafoss, ma la lista completa comprende anche Miðfoss, Neðstifoss, Selvaðsfoss, Sellfoss, Dalárfoss, Skálabrekkufoss, Kæfufoss, Gluggafoss, Rollutorfufoss, Fellsfoss, Steinbogafoss, Fosstorfufoss, Hestavaðsfoss e Holtsárfoss.

## Accesso
La cascata Kvernufoss si trova nei pressi del villaggio di Skógar e la gola della cascata è visibile dalla Hringvegur, la grande strada ad anello che contorna tutta l'Islanda. È raggiungibile percorrendo meno di 1 km a piedi dal parcheggio del Museo di Skógar, lungo un sentiero che risale il ruscello.